# Alí Tayebniá
Alí Tayebniá (n. Ispahán, 5 de abril de 1960) es un catedrático de Economía y político reformista iraní, ministro de Economía de la República Islámica de Irán desde el 15 de agosto de 2013. Es conocido por el apodo de «don anti-inflación».

## Biografía

### Años de formación y actividad académica
Nacido el 5 de abril de 1960 en Ispahán en una familia devota del islam chií duodecimano, desde la adolescencia se implicó en la organización de actividades religiosas y de lectura coránica en las asociaciones islámicas de las mezquitas de la capital safaví. Entre 1980 y 1983 dirigió el centro de la radio estatal IRIB en Ispahán. 
Durante sus estudios de Economía en la Universidad de Teherán mantuvo dichas actividades y participó en la publicación de la revista estudiantil «Joven musulmán» (جوان مسلمان, Ŷaván-e mosalmán). Fue estudiante brillante y primero de su promoción en la licenciatura, el acceso a la maestría (1985), la maestría y el acceso al doctorado (1988), que continuó en la Escuela de Economía y Ciencia Política de Londres hasta doctorarse en 1993. 
Miembro de la Facultad de Economía de la Universidad de Teherán desde 1989, dirigió entre 1995 y 1997 el departamento de Teoría Económica y ha dirigido más de 110 tesis y tesinas. 

### Carrera en la administración
Alí Tayebniá comenzó sus actividades en la administración iraní entre 1986 y 1989 como consejero del primer ministro Mir Hosein Musaví. Tras doctorarse y reintegrarse a la Universidad de Teherán, regresó a círculos gubernamentales como director del Centro de Control del Mercado de la presidencia de Akbar Hashemí Rafsanyaní en su último año 1996, y desempeñó el cargo hasta 2005. Con la llegada al poder del reformista Mohammad Jatamí, Tayebniá permaneció como secretario de la comisión económica del gabinete hasta 2000, entre otras funciones menores. Durante el segundo gobierno reformista operó fundamentalmente como subdirector del Despacho Presidencial de Planificación y como director del Centro de Gestión de Crisis, entre 2001 y 2005.
Con la llegada al gobierno de Mahmud Ahmadineyad en 2005, Tayebniá regresó a la secretaría de la comisión económica gubernamental hasta 2007, además de ocupar una secretaría en el Instituto de Dirección y Planificación disuelto en este año, y actuar como secretario de la junta directiva de la Reserva de Divisas iraní.

### 2008-2013
Tras la disolución del Instituto de Gestión y Planificación, Tayebniá quedó al margen del aparato administrativo y centró sus actividades en el ámbito académico y editorial.
En los últimos días de la campaña electoral presidencial de 2009, Tayebniá firmó un manifiesto de catedráticos de universidades iraníes en apoyo a la candidatura del líder de oposición Mir Hosein Musaví.

### Gobierno de Hasán Rouhaní
Tayebniá apoyó durante la campaña de la elección presidencial de Irán de 2013 la candidatura del reformista Mohammad Rezá Aref, quien terminó retirándose para pedir el voto por Hasán Rouhaní, finalmente ganador de la elección del 14 de junio. Presentado por Rouhaní como candidato al Ministerio de Economía y Hacienda, su nominación fue aprobada por la Asamblea Consultiva Islámica el 15 de agosto de 2013 con 274 votos favorables, 7 votos contrarios y 3 abstenciones, con lo que se convirtió en el ministro más consensuado y también el más joven del XI gobierno de Irán.

## Perspectiva económica
Tayebniá ha sido calificado como keynesiano y liberal, y ha defendido la necesidad de potenciar la Bolsa de Teherán como herramienta de financiación de las empresas productoras de industria y servicios El principal centro de interés académico de Tayebniá son las estrategias de control de la inflación. El título de su tesis doctoral, presentada en 1993, fue «Structural inflation in Iran». Considera la dependencia de la renta petrolera el principal factor contrario a la bonanza económica en Irán y defiende la creación de un impuesto sobre la renta como vía para reemplazar dicha renta.